# Boardwalk Hotel and Casino

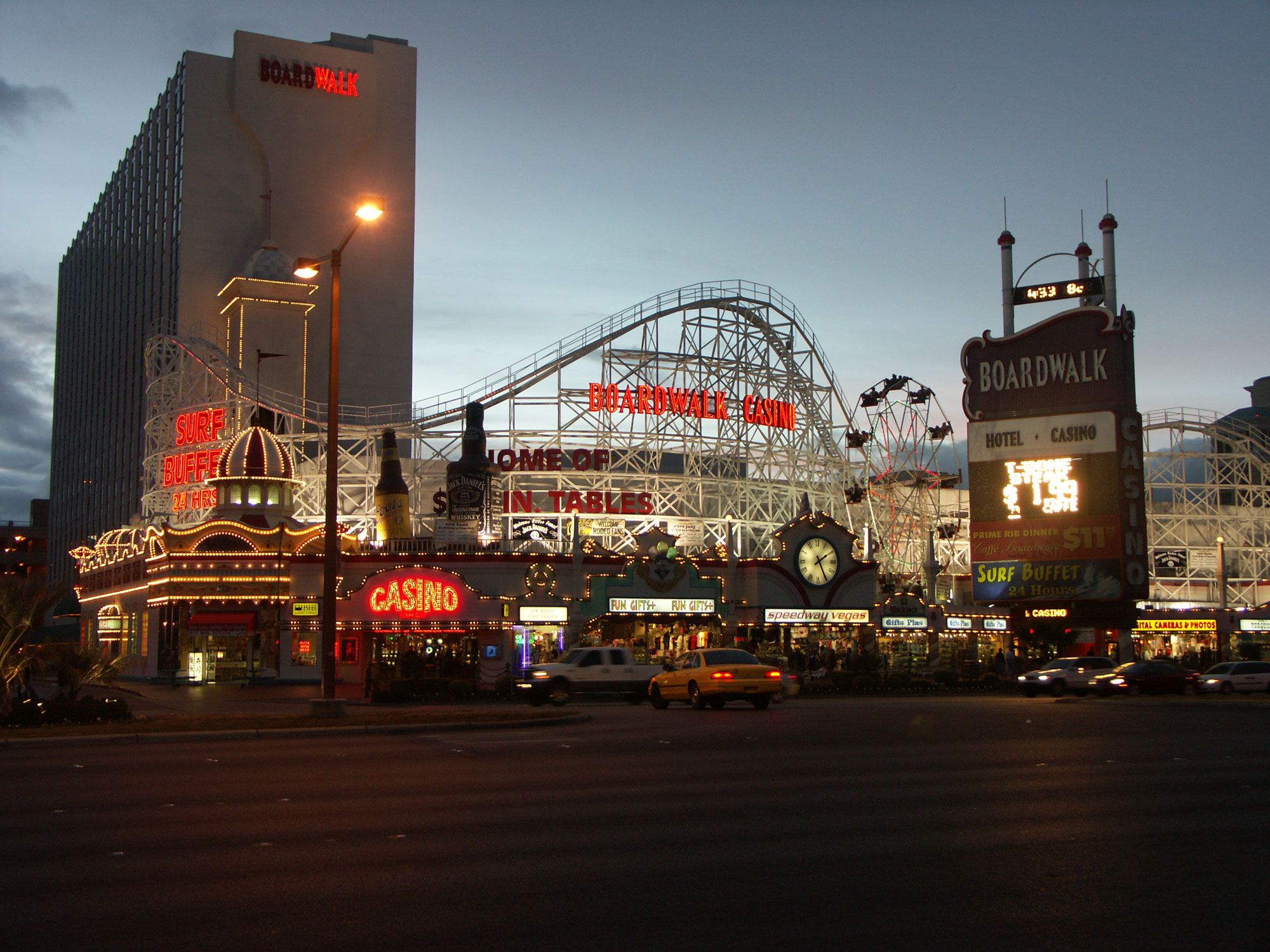
Boardwalk Hotel und Casino Gebäude

Das Boardwalk Hotel and Casino war ein von MGM Mirage betriebener Hotel- und Casinokomplex in Paradise, Nevada. Es wurde vor der Ära der Megacasinos gebaut und war im Vergleich zu seinen Nachbarhotels mit nur 654 Zimmern klein.
Das Thema des Hotels war Coney Island. Als Besonderheit hatte das Hotel eine (nicht funktionierende) Holzachterbahn. Das Hotel bestand aus drei verschiedenen Gebäuden, welche zu unterschiedlichen Zeiten gebaut wurden. Das neuste Gebäude war der 16-stöckige Hotelturm, welcher 1996 gebaut wurde. Als weitere Besonderheit wurde 1998 das Surf Buffet in ein – am Las Vegas Strip einmaliges – 24-Stunden-Buffet umgewandelt.

## Geschichte
Ursprünglich ein unabhängiges Hotel und Casino am Las Vegas Strip, wurde das Hotel von der Boardwalk Casino Inc. im Jahr 1994 übernommen. Es wurde 1997 an MGM Mirage weiterverkauft.
Das Hotel wurde am 9. Januar 2006 geschlossen und am 9. Mai 2006 durch Sprengung des Hotelturms abgerissen, um Platz für das neue CityCenter Las Vegas zu schaffen.